# 三江镇 (赣州市)
三江镇，是中国江西省赣州市南康区下辖的一个乡镇级行政单位。由赣州经济技术开发区代管。东部与章贡区蟠龙镇相邻，西部与太窝乡接壤，南部与章贡区潭口镇、潭东镇相邻，北边与凤岗镇、唐江镇隔河相望。
三江镇原为三江乡，2024年5月，撤乡设镇。

## 历史沿革
- 2016年2月，三江乡整建制划归赣州经开区管理。
- 2024年5月，撤乡设镇。

## 行政区划
三江镇共辖以下地区：
新红村、伍村、伍岭村、饶家陂村、谷山村、赤湖村、南坑村、东红村、新江村、肖边村、斜角村、博罗村、解胜村、筱坝村。